# Antonino Vadalà
Antonino Vadalà ist ein italienischer Geschäftsmann. Er betreibt mehrere Agrarunternehmen in der Slowakei.
In Italien wurde gegen Vadalà ermittelt. Er war 2003 wegen Straftaten im Zusammenhang mit Mafia-Strukturen angeklagt. Er soll laut einem italienischen Gericht unter anderem mit zwei anderen Männern nach Rom gereist sein, um eine unbekannte Person „zu bestrafen“, die „dem Clan Schaden zugefügt hat“. Vadalà wartete die Urteilsverkündung in Italien nicht ab und reiste in die Slowakei aus. Dort begann er, die Partei des amtierenden Premierministers Robert Fico zu unterstützen und kooperierte mit Ficos Assistentin Mária Trošková. Im August 2011 gründeten Vadalà und Trošková die Firma GIA Management.
Laut Die Welt ist Vadalà in der Slowakei in „einer Vielzahl von obskuren Unternehmungen involviert, von landwirtschaftlichen Betrieben bis zu Biogasanlagen“. Zahlreiche Indizien deuteten darauf hin, dass Vadalà in Verbindung mit der ’Ndrangheta steht. In diversen Gerichtsverfahren musste sich Vadalà in den 2010er Jahren unter anderem wegen illegalen Waffenbesitzes und des Verdachts auf betrügerische Spekulation und Mehrwertsteuerbetrug verantworten. Laut Die Welt gibt es Hinweise darauf, dass Vadalàs Unternehmen an Agrar-Subventionsbetrug und Geldwäsche beteiligt waren.
Der Journalist Ján Kuciak recherchierte diese Zusammenhänge. Die slowakische Polizei nahm im März 2018 Vadalà fest, den sie bereits kurz nach dem Doppelmord an Kuciak und seiner Freundin verhaftet und dann wieder freigelassen hatte. Grundlage sei diesmal ein europäischer Haftbefehl. Ihm wurden Drogenhandel und organisierte Kriminalität vorgeworfen.